# Tom Salta
Tom Salta, também conhecido como Atlas Plug (estilizado ATlA5 PlUG), é um artista americano de gravação e compositor de trilhas sonoras. Ele compôs trilhas sonoras para muitos títulos de jogos eletrônicos, incluindo Tom Clancy's Ghost Recon Advanced Warfighter 1 & 2, Cold Fear, Red Steel e Tom Clancy's H.A.W.X. A composição de Salta no Red Steel recebeu um prêmio de "Melhor trilha sonora original" nos prêmios Best of 2006 da IGN. Salta trabalha em multimídia, incluindo filmes, televisão, publicidade e jogos eletrônicos.

## Atlas Plug
Tom Salta também é o homem por trás do apelido Atlas Plug, e lançou seu primeiro álbum, 2 Days or Die, em fevereiro de 2005.

## Trabalhos notáveis

### Prince of Persia
Salta compôs e produziu uma trilha sonora para Prince of Persia: The Forgotten Sands com uma estética contemporânea da música mundial. A trilha sonora apresenta performances gravadas com o percussionista Bashiri Johnson, vocais da cantora mundial Azam Ali e vocais da artista internacional Judith Bérard, bem como música do mundo e instrumentação do Oriente Médio, como doubek, corá, khangira, bowhammer cymbalom, lakota slide, walimba, ney, duduk e instrumentos personalizados.

### Red Steel 2
Para Red Steel 2, Salta compôs uma partitura guiada por guitarra no estilo 'Wild West', misturada com influências da música asiática. Ele alistou as performances de guitarra do músico Steve Ouimette e gravou vários instrumentistas para percussão chinesa, shakuhachi, fue, pipa, harmônica e violino. A partitura musical japonesa tradicional e contemporânea de Salta para Red Steel original ganhou o Wii Award da IGN como melhor trilha sonora original.

### FranquiaTom Clancy
As composições orquestrais com temas militares de Tom Clancy's Ghost Recon Advanced Warfighter 1 e 2 fundem sons eletrônicos na partitura para capturar a estética de alta tecnologia dos jogos para os quais ele foi nomeado para "Best Video Game Score" no MTV Video Music Awards. As partituras orquestrais de Salta para a franquia Tom Clancy chamaram a atenção dos fuzileiros navais dos EUA e, posteriormente, ele foi designado para criar a música do mais recente comercial de recrutamento do Corpo de Fuzileiros Navais, intitulado "America's Few". Mais recentemente, Salta compôs o trailer live-action de Tom Clancy's Ghost Recon: Future Soldier e a composição do jogo de estratégia em tempo real da Segunda Guerra Mundial, RUSE, da Ubisoft.

## Discografia
Gravando sob o nome de artista "Atlas Plug", as faixas de seu álbum 2 Days or Die foram usadas por programas de televisão na ABC, CBS, MTV, NBC e também por comerciais nacionais. Sua música como Atlas Plug também pode ser ouvida nas trilhas sonoras de jogos como Crackdown, The Fast and the Furious: Tokyo Drift e Project Gotham Racing 3. A música orquestral de Salta para trailers e promoções de filmes de Hollywood inclui Toy Story 3, Harry Potter, Homem-Aranha, Astro Boy e Coraline. Antes de sua carreira de compositor, Salta fez turnês e trabalhou em lançamentos de artistas como Peter Gabriel, Junior Vasquez, Everything but the Girl, Deep Forest, Mary J. Blige e Sinéad O'Connor.

### Jogos eletrônicos
| Ano  | Título                                         | Desenvolvedora                                                | Publicadora                                      |
| ---- | ---------------------------------------------- | ------------------------------------------------------------- | ------------------------------------------------ |
| 2019 | Wolfenstein: Youngblood                        | MachineGames                                                  | Bethesda Softworks                               |
| 2017 | LawBreakers                                    | Boss Key Productions                                          | Nexon                                            |
| 2017 | PlayerUnknown’s Battlegrounds                  | PUBG Corporation                                              | PUBG Corporation Microsoft Studios Tencent Games |
| 2016 | Killer Instinct: Season 3                      | Double Helix Games Iron Galaxy Studios Microsoft Studios Rare | Microsoft Studios                                |
| 2015 | Eon Altar                                      | Flying Helmet Games                                           | Flying Helmet Games                              |
| 2015 | Halo: Spartan Strike                           | 343 IndustriesVanguard Games                                  | Microsoft Studios                                |
| 2014 | Halo 2: Anniversary                            | Blur Studio Bungie Certain Affinity Saber Interactive         | Microsoft Studios                                |
| 2013 | Halo: Spartan Assault                          | 343 Industries Vanguard Games                                 | Microsoft Studios                                |
| 2013 | Galactic Reign                                 | Slant Six Games                                               | Microsoft Studios                                |
| 2012 | Tom Clancy's Ghost Recon: Future Soldier       | Red Storm Entertainment Ubisoft                               | Ubisoft                                          |
| 2011 | Halo: Combat Evolved Anniversary               | 343 Industries Saber Interactive                              | Microsoft Studios                                |
| 2011 | From Dust                                      | Ubisoft Montpellier                                           | Ubisoft                                          |
| 2010 | R.U.S.E.                                       | Eugen Systems                                                 | Ubisoft                                          |
| 2010 | Tom Clancy's H.A.W.X 2                         | Ubisoft Bucharest                                             | Ubisoft                                          |
| 2010 | The Agency: Covert Ops                         | SOE Seattle                                                   | Sony Online Entertainment                        |
| 2010 | Prince of Persia: The Forgotten Sands          | Ubisoft                                                       | Ubisoft                                          |
| 2010 | Red Steel 2                                    | Ubisoft Paris                                                 | Ubisoft                                          |
| 2009 | Tom Clancy's H.A.W.X                           | Ubisoft Gameloft                                              | Ubisoft                                          |
| 2008 | Kung Fu Panda: Legendary Warriors              | Artificial Mind & Movement                                    | Activision                                       |
| 2008 | Movie Studio Party                             | Phoenix Interactive Entertainment                             | Ubisoft                                          |
| 2007 | Tom Clancy's Ghost Recon Advanced Warfighter 2 | Red Storm Entertainment Ubisoft Paris                         | Ubisoft/Red Storm                                |
| 2007 | Crackdown                                      | Realtime Worlds                                               | Microsoft Studios                                |
| 2006 | Tom Clancy's Ghost Recon Advanced Warfighter   | Darkworks Grin Red Storm Entertainment Tiwak Ubisoft          | Ubisoft/Red Storm                                |
| 2006 | Red Steel                                      | Ubisoft Paris                                                 | Ubisoft/Nintendo                                 |
| 2006 | Full Auto 2: Battlelines                       | Deep Fried Entertainment Pseudo Interactive                   | SEGA                                             |
| 2006 | The Fast and the Furious                       | Eutechnyx                                                     | Namco                                            |
| 2006 | Kim Possible: What's the Switch?               | Behaviour Interactive                                         | A2M                                              |
| 2005 | Cold Fear                                      | Darkworks                                                     | Ubisoft                                          |
| 2005 | Project Gotham Racing 3                        | Bizarre Creations Glu Mobile                                  | Microsoft Studios                                |
| 2005 | Still Life                                     | Microïds                                                      | Microïds                                         |
| 2005 | MLB 2006                                       | 989 Studios                                                   | Sony Computer Entertainment                      |
| 2004 | Need for Speed: Underground 2                  | EA Ideaworks Game Studio Pocketeers                           | EA                                               |
| 2004 | Tom Clancy's Ghost Recon 2                     | Red Storm Entertainment                                       | Ubisoft                                          |
| 2004 | Sprung                                         | Longtail Studios                                              | Ubisoft                                          |
| 2004 | Get On Da Mic                                  | Behaviour Interactive                                         | Eidos/A2M                                        |
| 2004 | Rallisport Challenge 2                         | EA DICE                                                       | Microsoft Studios                                |
| 2004 | Street Racing Syndicate                        | Eutechnyx Limited Raylight Studios Streamline Studios         | Namco                                            |

### TV e cinema
| Título                                                       | Nome da empresa                       |
| ------------------------------------------------------------ | ------------------------------------- |
| Toy Story 3 (trailer da web)                                 | Pixar                                 |
| Astro Boy (trailer do filme)                                 | Summit Entertainment                  |
| Coraline (trailer do filme)                                  | Focus Features                        |
| Traitor (trailer do filme)                                   | Overture Films                        |
| Harry Potter and the Order of the Phoenix (trailer do filme) | Warner Bros.                          |
| DOA (trailer do filme)                                       | Constantin Film                       |
| O Código Da Vinci - Featurette: Making of e Promos           | Sony                                  |
| The Last Mimzy (trailer do filme)                            | New Line Cinema                       |
| Arthur et les Minimoys (trailers de TV e filme)              | Weinstein Co.                         |
| Derailed (trailer do filme)                                  | Miramax                               |
| Making of Spider-Man 2                                       | HBO                                   |
| Infinity                                                     | Comercial nacional de TV/Rádio do Q45 |
| GMC                                                          | Anúncio Nacional de TV/Rádio          |
| CFDA Awards (Comitê de Designers de Moda da América)         | Tema CFDA Awards Show - Televisado    |
| Jogos Olímpicos de Inverno de 2006                           | NBC                                   |
| Joan of Arcadia                                              | CBS                                   |
| Third Watch                                                  | NBC                                   |
| Latin Access                                                 | NBC                                   |
| 1-800-Missing (conhecido como Missing na 2ª temporada)       | Lionsgate Television                  |
| Making of Anaconda 2                                         | Cinemax                               |
| Todas as marcas de música para KTLA                          | WB Television Network                 |
| Open Water (trailer de televisão)                            | Lionsgate                             |
| Shrediquette                                                 | Indie                                 |
| U.S. Open Anúncios                                           | ESPN                                  |
| Volvo                                                        | Comercial mundial de TV do S40        |
| Comercial Nacional Bertolli                                  | Bertolli                              |
| Johnny Zero                                                  | Warner Brothers                       |
| America's Next Top Model                                     | UPN                                   |
| Punk'd                                                       | MTV                                   |
| Vertical Zoo 2004                                            | Indie                                 |
| Tema principal do Wild Discovery                             | Discovery Channel                     |

### Discos e artistas
| Álbum/música                                                                     | Artista(s)                  |
| -------------------------------------------------------------------------------- | --------------------------- |
| 2 Days or Die                                                                    | Atlas Plug (álbum solo)     |
| "Believe"                                                                        | Cher                        |
| Whitney: The Greatest Hits - "How Will I Know"                                   | Whitney Houston             |
| "While the Earth Sleeps"                                                         | Deep Forest e Peter Gabriel |
| "Love Has a Name"                                                                | Kathy Troccoli              |
| "Moonchild"                                                                      | Deborah Gibson              |
| Introduction to Mayhem                                                           | Primer 55                   |
| Ten Till Midnight                                                                | Tommy Page                  |
| Mobius - "Hardly a Day", "So It Is", "Unaware", "Epilogue (Hardly a Day Part 1)" | QED                         |
| Halfway Till Dawn                                                                | Philippe Saisse             |
| WCW Mayhem: The Music                                                            | Vários artistas             |
| "Round Window" (para Malcolm in the Middle)                                      | Flak                        |
| "Angel" (Remix)                                                                  | Christian Davis             |
| Turn the Tides                                                                   | 38th Parallel               |
| "Tell Me"                                                                        | Dru Hill                    |
| "I Am Thin and Gorgeous"                                                         | Junior Vasquez              |
| "One More Chance"                                                                | Julio Iglesias Jr.          |
| Rarities & Remixes - "Faith, Hope & Love"                                        | Point of Grace              |
| Welcome to Woop Woop                                                             | Trilha sonora original      |
| Várias músicas                                                                   | Sinead O'Connor             |
| "Missing" (Remix)                                                                | Everything but the Girl     |
| "If You Believe" (Remix)                                                         | Sascha Schmitz              |
| "How Crazy Are You?" (Remix)                                                     | Meja                        |
| "Awa Awa"                                                                        | Wes Madiko                  |
| "Feel What You Want" (Remix)                                                     | Kristine W                  |
| "Golden Brown" (Remix)                                                           | Emer Kenny                  |
| "The Gates of Annwn" (Remix)                                                     | Ceredwen                    |
| "Love Won't Wait" (Remix)                                                        | Gary Barlow                 |
| Leap of Faith - "It's Alright"                                                   | David Charvet               |
| "Breakin"                                                                        | Arthur Baker                |
| Let's Roll: Together in Unity, Faith and Love - "I Believe"                      | Vários artistas             |
| Celldweller 10 Year Anniversary Edition - "Ghosts (feat. Tom Salta)"             | Celldweller                 |